# Lena Sundqvist
Lena Johanna Sundqvist, född 26 augusti 1985 i Arvidsjaur, är en svensk journalist och sportkommentator.
Sedan 2015 arbetar Sundqvist på TV4 och C More Entertainment där hon kommenterar och leder sändningar av ishockey och fotboll. Hon arbetade tidigare på Radiosporten under fyra år. Hon har bland annat kommenterat OS i Sotji, VM i ishockey för både herrar och damer, dam-VM i fotboll och herr-EM i basket. Sundqvist blev i oktober 2015 första kvinna att kommentera en SHL-match (Linköping HC–Brynäs IF).